# Lleó Paraspòndil
Lleó Paraspòndil (grec: Λέων Παρασπόνδυλος, Léon Paraspóndilos) fou un alt funcionari romà d'Orient del segle xi, ministre en cap de l'emperadriu Teodora i l'emperador Miquel VI.
És molt probable que «Paraspòndil» fos un sobrenom i que en realitat pertanyés a la família Espòndil. Possiblement estava emparentat amb el general Miquel Espondiles. És documentat com a funcionari sota Miquel IV el Paflagoni (r. 1034–1041) i ascendí per convertir-se en el ministre en cap de l'Imperi (paradinasteu) sota Teodora (r. 1042–1056) i Miquel VI (r. 1056–1057), amb els càrrecs de sincel·le i protosincel·le.
El seu contemporani, l'historiador i també funcionari Miquel Ateliates, el considerava un excel·lent administrador, però fou la negativa de Paraspòndil de tenir en compte els greuges dels alts càrrecs de l'exèrcit el 1057 la que precipità la revolta que acabà derrocant Miquel VI i instal·lant el general Isaac Comnè (r. 1057–1059) al tron. Després de la victòria dels rebels, Paraspòndil caigué en desgràcia i fou exiliat de Constantinoble i possiblement tonsurat per la força. Miquel Psel·los, que n'havia criticat les formes, intercedí en va per ell amb Isaac I Comnè. No se sap res sobre la resta de la seva vida.